# Helfersdorf
Helfersdorf ist der kleinste Ortsteil der Gemeinde Kefenrod im hessischen Wetteraukreis.

## Geschichte

### Ortsgeschichte
Die älteste bekannt urkundliche Erwähnung unter dem Ortsnamen Helfferichdorf erfolgte im Jahre 1489. Von 1834 bis 1967 gab es im Ort eine Schule.
Im Zuge der Gebietsreform in Hessen wurde zum 1. August 1972 die bis dahin selbständige Gemeinde Helfersdorf, die bis dahin dem Landkreis Gelnhausen angehörte, kraft Landesgesetz in die Gemeinde Kefenrod eingegliedert. Damit wechselte der Ort gleichzeitig in den neu gebildeten Wetteraukreis. Für Helfersdorf wurde ein Ortsbezirke errichtet.

### Verwaltungsgeschichte im Überblick
Die folgende Liste zeigt die Staaten und Verwaltungseinheiten, denen Bindsachsen angehört(e):
- vor 1806: Heiliges Römisches Reich, Fürstentum Ysenburg-Büdingen-Wächtersbach, Amt Wächtersbach, Gericht Spielberg
- ab 1806: Fürstentum Isenburg (Rheinbund),[Anm. 2] Amt Wächtersbach
- ab 1813: Generalgouvernement Frankfurt,[Anm. 3] Amt Wächtersbach
- ab 1815: Kaisertum Österreich,[Anm. 4] Amt Wächtersbach
- ab 1816: Kurfürstentum Hessen,[Anm. 5] Hoheitsamt Wächtersbach[8]
- ab 1821: Kurfürstentum Hessen, Provinz Oberhessen, Kreis Salmünster[Anm. 6]
- ab 1848: Kurfürstentum Hessen, Bezirk Hanau
- ab 1851: Kurfürstentum Hessen, Provinz Oberhessen, Kreis Gelnhausen
- ab 1867: Norddeutscher Bund,[Anm. 7] Königreich Preußen, Provinz Hessen-Nassau, Regierungsbezirk Kassel, Kreis Gelnhausen
- ab 1871: Deutsches Reich, Königreich Preußens, Provinz Hessen-Nassau, Regierungsbezirk Kassel, Kreis Gelnhausen
- ab 1918: Deutsches Reich,[Anm. 8] Freistaat Preußen,  Provinz Hessen-Nassau, Regierungsbezirk Kassel, Kreis Gelnhausen
- ab 1944: Deutsches Reich, Freistaat Preußens, Provinz Nassau, Kreis Gelnhausen
- ab 1945: Amerikanische Besatzungszone, Groß-Hessen,[Anm. 9] Regierungsbezirk Wiesbaden, Landkreis Gelnhausen
- ab 1946: Amerikanische Besatzungszone, Land Hessen, Regierungsbezirk Wiesbaden, Landkreis Gelnhausen
- ab 1949: Bundesrepublik Deutschland, Land Hessen, Regierungsbezirk Wiesbaden, Landkreis Gelnhausen
- ab 1968: Bundesrepublik Deutschland, Land Hessen, Regierungsbezirk Darmstadt, Kreis Gelnhausen
- ab 1972: Bundesrepublik Deutschland, Land Hessen, Regierungsbezirk Darmstadt, Wetteraukreis, Gemeinde Kefenrod

## Bevölkerung
Einwohnerstruktur 2011
Nach den Erhebungen des Zensus 2011 lebten am Stichtag dem 9. Mai 2011 in Helfersdorf 222 Einwohner. Darunter waren 9 (4,1 %) Ausländer.
Nach dem Lebensalter waren 42 Einwohner unter 18 Jahren, 78 zwischen 18 und 49, 47 zwischen 50 und 64 und 45 Einwohner waren älter.
Die Einwohner lebten in 105 Haushalten. Davon waren 45 Singlehaushalte, 33 Paare ohne Kinder und 18 Paare mit Kindern, sowie 12 Alleinerziehende und keine Wohngemeinschaften. In 24 Haushalten lebten ausschließlich Senioren und in 69 Haushaltungen lebten keine Senioren.
Einwohnerentwicklung
| Helfersdorf: Einwohnerzahlen von 1834 bis 2022 | Helfersdorf: Einwohnerzahlen von 1834 bis 2022 | Helfersdorf: Einwohnerzahlen von 1834 bis 2022 | Helfersdorf: Einwohnerzahlen von 1834 bis 2022 | Helfersdorf: Einwohnerzahlen von 1834 bis 2022 |
| --- | ---------------------------------------------- | ---------------------------------------------- | ---------------------------------------------- | ---------------------------------------------- |
| Jahr |                                                |                                                |                                                | Einwohner                                      |
| 1834 | 1834                                           |                                                | 157                                            | 157                                            |
| 1840 | 1840                                           |                                                | 148                                            | 148                                            |
| 1846 | 1846                                           |                                                | 167                                            | 167                                            |
| 1852 | 1852                                           |                                                | 154                                            | 154                                            |
| 1858 | 1858                                           |                                                | 161                                            | 161                                            |
| 1864 | 1864                                           |                                                | 139                                            | 139                                            |
| 1871 | 1871                                           |                                                | 151                                            | 151                                            |
| 1875 | 1875                                           |                                                | 156                                            | 156                                            |
| 1885 | 1885                                           |                                                | 161                                            | 161                                            |
| 1895 | 1895                                           |                                                | 162                                            | 162                                            |
| 1905 | 1905                                           |                                                | 146                                            | 146                                            |
| 1910 | 1910                                           |                                                | 145                                            | 145                                            |
| 1925 | 1925                                           |                                                | 147                                            | 147                                            |
| 1939 | 1939                                           |                                                | 131                                            | 131                                            |
| 1946 | 1946                                           |                                                | 205                                            | 205                                            |
| 1950 | 1950                                           |                                                | 193                                            | 193                                            |
| 1956 | 1956                                           |                                                | 160                                            | 160                                            |
| 1961 | 1961                                           |                                                | 163                                            | 163                                            |
| 1967 | 1967                                           |                                                | 189                                            | 189                                            |
| 1970 | 1970                                           |                                                | 198                                            | 198                                            |
| 1980 | 1980                                           |                                                | ?                                              | ?                                              |
| 1990 | 1990                                           |                                                | ?                                              | ?                                              |
| 2000 | 2000                                           |                                                | ?                                              | ?                                              |
| 2010 | 2010                                           |                                                | 237                                            | 237                                            |
| 2011 | 2011                                           |                                                | 222                                            | 222                                            |
| 2015 | 2015                                           |                                                | 238                                            | 238                                            |
| 2022 | 2022                                           |                                                | 223                                            | 223                                            |
| Datenquelle: Historisches Gemeindeverzeichnis für Hessen: Die Bevölkerung der Gemeinden 1834 bis 1967. Wiesbaden: Hessisches Statistisches Landesamt, 1968. Weitere Quellen: LAGIS; Gemeinde Kefenrod; Zensus 2011; 2022 |                                                |                                                |                                                |                                                |

Historische Religionszugehörigkeit
| • 1885: | 150 evangelische (= 93,17 %), 3 katholische (= 1,86 %), 8 jüdische (= 4,97 %) Einwohner |
| • 1961: | 172 evangelische (= 93,96 %), 11 katholische (= 8,01 %) Einwohner                       |

## Politik
Für Helfersdorf besteht ein Ortsbezirk (Gebiete der ehemaligen Gemeinde Helfersdorf) mit Ortsbeirat und Ortsvorsteher nach der Hessischen Gemeindeordnung.
Der Ortsbeirat besteht aus ünf Mitgliedern. Bei den Kommunalwahlen in Hessen 2021 betrug die Wahlbeteiligung zum Ortsbeirat 67,21 %. Alle Kandidaten gehörten der „Bürgerliste Helfersdorf“ an. Der Ortsbeirat wählte Karlheinz Trupp zum Ortsvorsteher.

## Kulturdenkmäler
Siehe: Liste der Kulturdenkmäler in Helfersdorf

## Sonstiges
- Den Einwohnern steht ein Dorfgemeinschaftshaus zur Verfügung.
- Helfersdorf gehört mit Kefenrod, Burgbracht und Hitzkirchen zum Kirchspiel Hitzkirchen.